# 七殿五舎
七殿五舎（しちでんごしゃ）とは、平安京内裏の紫宸殿や仁寿殿の後方に位置し、主に天皇の后妃の住まう殿舎を指す。これらは後宮と総称され、后妃以外にも東宮やその妃、また親王・内親王などもしばしば殿舎を賜った。
- 七殿
  - 弘徽殿
  - 承香殿
  - 麗景殿
  - 登華殿
  - 貞観殿
  - 宣耀殿
  - 常寧殿
- 五舎
  - 飛香舎（藤壺）
  - 凝花舎（梅壺）
  - 昭陽舎（梨壺）
  - 淑景舎（桐壺）
  - 襲芳舎（雷鳴壺）

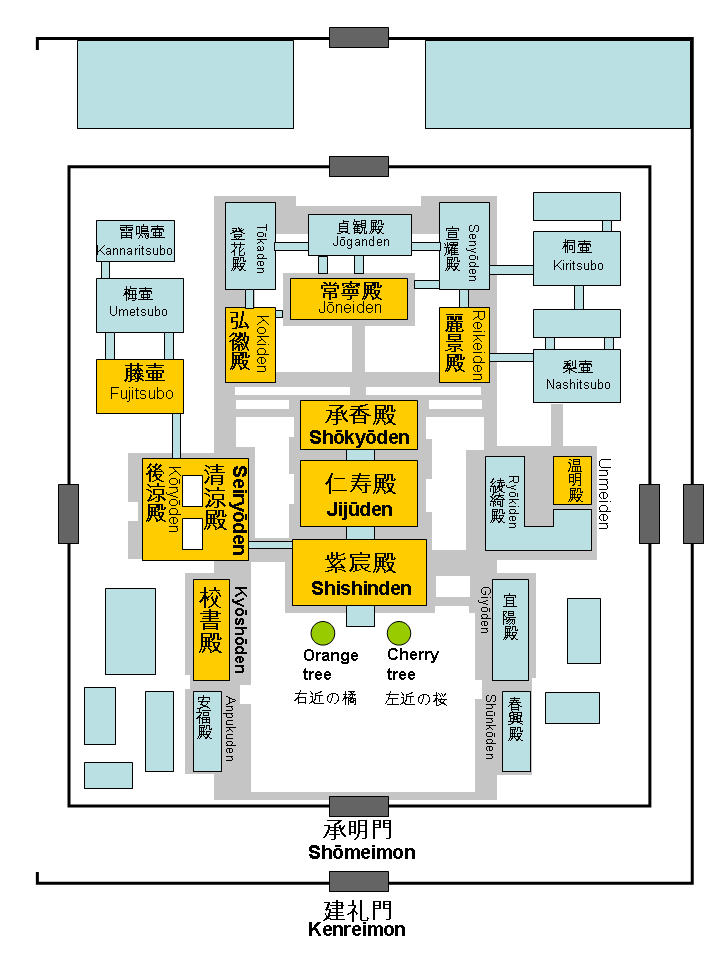

からなる。七殿は七間四面（身舎（もや）が桁行七間・梁間二間で四方に庇がある）、五舎は五間四面（身舎が桁行五間・梁間二間で四方に庇がある）で、このうち昭陽舎と淑景舎のみ、それぞれ五間二面の北舎が付属する。
七殿は内裏創建時から存在し、五舎よりも格が上であるとされる。

## 関連文献
- 栗本賀世子『源氏物語の舞台装置：平安朝文学と後宮』（吉川弘文館〈歴史文化ライブラリー〉、2024年）ISBN 978-4642059961